# 基斯通 (南达科他州)
基斯通（英語：Keystone）是美国南达科他州下属的一座城鎮。根据2010年美国人口普查，该鎮有人口344人。论人口在本州排行第145。